# アルトゥール・ムールマンス
アルトゥール・ムールマンス（フランス語: Arthur Meulemans、1884年5月19日 - 1966年6月29日）は、ベルギーの作曲家、指揮者。

## 経歴
1884年、現フラームス＝ブラバント州のアールショットで生まれた。メヘレンのレメンス音楽院で学んだ。
1930年、ブリュッセルのベルギー放送交響楽団の指揮者となった。1942年まで務めた後、作曲に専念するようになった。
作品は350以上にのぼり、フランス印象主義音楽、特にドビュッシーからの影響が顕著である。作品の1/3は管弦楽で、大半は1930年から1942年にかけてのベルギー放送管弦楽団の指揮者時代のものであり、15曲の交響曲、ピアノやオルガンなど40曲以上の協奏曲がある。他に3つのオペラやオラトリオなどがある。

## 家族・親族
- 弟：ヘルマン（オランダ語: Herman Meulemans）も作曲家である。